# Carlo Mattioli
Carlo Mattioli (Italia, 23 de octubre de 1954) es un atleta italiano retirado especializado en la prueba de 5 km marcha, en la que consiguió ser subcampeón europeo en pista cubierta en 1982.

## Carrera deportiva
Carlo Mattioli ganó ocho veces el campeonato nacional individual. En el Campeonato Europeo de Atletismo en Pista Cubierta de 1982 ganó la medalla de plata en los 5 km marcha, con un tiempo de 20:06.91 segundos, tras su paisano italiano Maurizio Damilano y por delante del austriaco Martin Toporek.